# Opius perterrens
Opius perterrens är en stekelart som beskrevs av Fischer 1978. Opius perterrens ingår i släktet Opius och familjen bracksteklar. Inga underarter finns listade i Catalogue of Life.